# Майер, Адольф Эдуард
Адольф Эдуард Майер (нем. Adolf Eduard Mayer; 9 августа 1843, Ольденбург, королевство Ганновер, — 25 декабря 1942, Гейдельберг, Германия) — немецкий агроном, чья работа по мозаичной болезни табака послужила основой для открытия вирусов и зарождения научных исследований в области вирусологии.

## Биография
Адольф Майер родился в семье Карла Августа Майера (1808—1894), школьного учителя. Его мать, Луиза Джули, была дочерью известного немецкого химика Леопольда Гмелина. В 1860-1862 годах Адольф Майер изучал математику и естественные науки в Технической школе в Карлсруэ, после чего поступил в Гейдельбергский университет и спустя два года получил степень Ph. D. по математике, физике и химии с отличием. С 1868 года стал читать лекции по аграрной химии в Гейдельберге, в 1875 году стал там же профессором; в 1876 году приглашён в Вагенинген в Голландии в тамошнюю аграрную школу, с 1889 года председатель Коллегии голландских начальников аналитических станций.
В 1879 году, будучи руководителем научной аграрной станции в Вагенингене, Майер занялся изучением болезни табака по просьбе голландских фермеров. В 1886 году он опубликовал результаты исследований по данной болезни, которую он именовал «мозаичным заболеванием табака», и её симптомам. Майер показал, что здоровое растение может быть заражено путём обработки экстрактом из больного растения подобно переносу бактериальной или грибковой инфекции. На то время, отсутствовали представления о существовании вирусов, и в своей работе Майер был сфокусирован на выделении бактериальной культуры или обнаружении грибковой инфекции, которые могли бы быть ответственны за мозаичную болезнь табака. Однако, при помощи светового микроскопа ему не удалось обнаружить следы ни бактерий, ни грибков в экстрактах из пораженных растений. В своей работе Майер ошибочно показал, что ему удалось в ходе нескольких фильтраций на бумажных фильтрах получить «чистый фильтрат», который якобы не приводил к заражению при обработки им здоровых растений. Данное заключение было опровергнуто русским ботаником Дмитрием Ивановским, который в 1892 году сообщил, что ни бумажные фильтры, ни керамические фильтры Чамберлена, с самыми тонкими порами на то время, не были способны удержать возбудителя табачной мозаики из экстракта пораженных растений. В 1898 году голландский учёный Мартин Бейеринк, коллега Майера в Вагенингене, впервые дал название вирус данному патогену. В 1935 году вирус табачной мозаики стал первым вирусом, который был закристаллизован. Таким образом, несмотря на ошибочное показание о фильтруемости патогена, работа Майера по исследованию табачной мозаики сыграла важную роль для открытия вирусов и становления вирусологии в целом.